# Тальмина, Полина Васильевна
Полина (Пелагея) Васильевна Тальмина (1929—2011) — советский учёный-экономист, доктор экономических наук, профессор.
Автор трудов на экономические темы.

## Биография
Родилась 5 сентября 1929 года в селе Мураш Мамлютском районе Северо-Казахстанской области Казахской ССР в многодетной семье.
Трудовую деятельность начала в годы Великой Отечественной войны, когда в 1944 году стала работать диктором районного радиоузла родного села. В 1947 году поступила в Московский финансовый институт (МФИ, ныне Финансовый университет при Правительстве Российской Федерации), который окончила в 1952 году. В этом же году начала работу в институте с должности лаборанта кафедры «Государственного бюджета». С 1956 года последовательно была ассистентом, старшим преподавателем, доцентом и профессором кафедры «Экономика и антикризисное управление». Окончила аспирантуру МФИ; в 1960 году защитила кандидатскую диссертацию, в 1990 году — докторскую.
В 1970—1974 годах была деканом кредитно-экономического факультета (позже — факультета финансовых рынков), заместителем председателя правления Всесоюзного общества «Знание». Являлась экспертом комитетов Государственной Думы РФ по экономической политике и предпринимательству и Совета Федерации РФ по финансам, бюджету и налогам, а также членом Ученого совета Московского финансового института и Совета по защите кандидатских и докторских диссертаций, председателем методического совета Финансовой академии. Подготовила несколько кандидатов экономических наук.
Умерла 30 января 2011 года в Москве.
25 мая 2017 года в учебном корпусе Финансового университета при Правительстве РФ на улице Кибальчича состоялось открытие именной аудитории доктора экономических наук, профессора П.В. Тальминой.

## Заслуги
- Награждена медалями «За доблестный труд в Великой Отечественной войне. 1941-1945 гг.», «За доблестный труд. В ознаменование 100-летия со дня рождения Владимира Ильича Ленина», «50 лет Победы в Великой Отечественной войне. 1941-1945 гг.», «В память 850-летия Москвы», «60 лет Победы в Великой Отечественной войне. 1941-1945 гг.» и медалями ВДНХ СССР.
- Также была награждена знаком ВОЗ «За активную работу», почетным званием «Заслуженный экономист Российской Федерации», нагрудным знаком «Почетный работник высшего профессионального образования Российской Федерации».